# Vinci (предузеће)
Vinci (стилизовано VINCI) је француско концесионо и грађевинско предузеће основано 1899. године. Седиште се налази у Нантеру, у западном предграђу Париза. Котиран је на париској берзи Euronext и члан је индекса Euro Stoxx 50. Године 2018. преузео је руководство над Аеродромом Никола Тесла Београд.